# Renault Type HF
Der Renault Type HF war ein Personenkraftwagenmodell der Zwischenkriegszeit von Renault. Er wurde auch 40 CV genannt.

## Beschreibung
Die nationale Zulassungsbehörde erteilte am 14. August 1920 ihre Zulassung. Vorgänger war der Renault Type GX. 1921 folgte der Renault Type IR.
Der wassergekühlte Sechszylindermotor mit 110 mm Bohrung und 160 mm Hub leistete aus 9123 cm³ Hubraum 140 PS. Die Motorleistung wurde über eine Kardanwelle an die Hinterachse geleitet. Die Höchstgeschwindigkeit war je nach Übersetzung mit 71 bis 95 km/h angegeben.
Bei einem Radstand von 399,4 cm und einer Spurweite von 150 cm war das Fahrzeug zwischen 507,5 cm und 512 cm lang und zwischen 170 cm und 176 cm breit. Der Wendekreis war mit 15 bis 16 Metern angegeben. Das Fahrgestell wog 1680 kg, das Komplettfahrzeug 2450 kg. Als Karosseriebauform ist nur Limousine überliefert.
Im März 1921 kostete das Fahrgestell 45.000 Franc.